# Apostolisches Vikariat Yurimaguas
Das Apostolische Vikariat Yurimaguas (lat.: Apostolicus Vicariatus Yurimaguaënsis) ist ein im Nordosten Perus gelegenes römisch-katholisches Apostolisches Vikariat mit Sitz in Yurimaguas.

## Geschichte
Das Apostolische Vikariat Yurimaguas wurde am 27. Februar 1921 aus Gebietsabtretungen des Apostolischen Vikariats San León del Amazonas, dem heutigen Apostolischen Vikariat Iquitos, als Apostolische Präfektur San Gabriel de la Dolorosa del Marañón errichtet. Es wurde den Passionisten anvertraut. Deshalb wurde der ein Jahr zuvor heiliggesprochene Passionistenbruder Gabriel von der schmerzhaften Muttergottes (spanisch Gabriel de la Dolorosa) zum Patron gewählt.
Am 3. Juni 1936 wurde die Apostolische Präfektur San Gabriel de la Dolorosa del Marañón zum Apostolischen Vikariat erhoben.
Das Apostolische Vikariat gab am 11. Januar 1946 Teile seines Territoriums zur Gründung des Apostolischen Vikariats San Francisco Javier, dem heutigen Apostolischen Vikariat Jaén en Peru o San Francisco Javier, ab. 1959 wurden die Distrikte Huimbayoc, Chipurana, Caynarachi und Papaplaya sowie das Gebiet des heutigen Distriktes El Porvenir dem Apostolischen Vikariat San Gabriel de la Dolorosa del Marañón hinzugefügt.
Am 10. November 1960 wurde der Name des Apostolischen Vikariats San Gabriel de la Dolorosa del Marañón in Apostolisches Vikariat Yurimaguas geändert.

## Ordinarien von Yurimaguas

### Apostolische Präfekten
- Atanasio Celestino Jáuregui y Goiri CP, 1921 – 3. Juni 1936

### Apostolische Vikare
- Atanasio Celestino Jáuregui y Goiri CP, 3. Juni 1936 – 30. August 1957
- Gregorio Elias Olazar Muruaga CP, 31. August 1957 – 25. März 1972
- Miguel Irízar Campos CP, 25. März 1972 – 6. August 1989, dann Koadjutorbischof von Callao
- José Luis Astigarraga Lizarralde CP, 26. November 1991 – 17. Dezember 2016
- Jesús María Aristín Seco CP, seit 8. Juli 2020